# Edward Lutczyn
Edward Lutczyn (ur. 8 czerwca 1947 w Heppenheim) – polski artysta plastyk o charakterystycznej kresce. Znany z rysunków satyrycznych, karykatur i ilustracji oraz plakatów, zarówno skierowanych do najmłodszych, jak i do dorosłych.

## Życiorys
Syn grafika i reżysera Piotra Pawła Lutczyna oraz malarki Bożeny Kubiczek-Lutczyn, wnuk malarza Mieczysława Kubiczka. W 1955 został nagrodzony w konkursie rysunkowym organizowanym przez „Płomyczek”. Absolwent Akademii Górniczo-Hutniczej w Krakowie. Debiutował w 1971 ilustracjami w „Szpilkach”. W tym samym roku pojawił się w dwutygodniku „Student” i „Echu Krakowa”. Współpracował z wieloma magazynami, takimi jak „Gazeta Wyborcza”, „Playboy”, „Przekrój”, „Reader’s Digest”, „Świerszczyk”, „Wiedza i Życie”. Rysował również w programie telewizyjnym „Butik”. Autor dwóch komiksów publikowanych w magazynie opowieści rysunkowych Relax, na początku lat osiemdziesiątych.
Zajmuje się także m.in. projektowaniem plakatów, pocztówek, okładek płyt. Zilustrował przeszło 130 książek, jego prace były wystawiane wielokrotnie w Polsce i za granicami kraju. Wielokrotny laureat Złotej Szpilki, Srebrnej Szpilki i Brązowej Szpilki.
Ma córkę Karolinę Lutczyn (aktorkę, tancerkę, piosenkarkę) i syna Jakuba.

## Nagrody i wyróżnienia
- 2016 – Laureat ŻyRafki, przyznanej na Interdyscyplinarnym Festiwalu Sztuk Miasto Gwiazd w Żyrardowie za ilustracje do bajek dla dzieci
- 2018 – Odznaka Honorowa za Zasługi dla Ochrony Praw Dziecka[1]